# 小行星1629
小行星1629（1629 Pecker）是一颗围绕太阳公转的小行星。1952年2月28日，路易·博耶在阿尔及尔发现了此天体。
該小行星以法國天文學家讓-克勞德·派克命名。
这颗小行星的绝对星等为106.8758623446739等。